# Ulrich Fahrner
Ulrich Fahrner – szwajcarski strzelec, medalista olimpijski.
Fahrner wystąpił w dwóch konkurencjach podczas Letnich Igrzysk Olimpijskich 1920. Wraz z drużyną zajął trzecie miejsce w karabinie dowolnym w trzech postawach z 300 m (skład zespołu: Gustave Amoudruz, Ulrich Fahrner, Fritz Kuchen, Werner Schneeberger, Bernard Siegenthaler), osiągając przedostatni rezultat w szwajcarskim zespole.

## Wyniki

### Igrzyska olimpijskie
| Igrzyska | Konkurencja                                     | Wynik                                         | Miejsce | Źródło |
| -------- | ----------------------------------------------- | --------------------------------------------- | ------- | ------ |
| IO 1920  | Karabin dowolny, trzy postawy, 300 m            | 925 pkt. (338–264–323)                        | ?       | [ 1 ]  |
| IO 1920  | Karabin dowolny, trzy postawy, 300 m, drużynowo | 4698 pkt. (druż.) 925 pkt. ind. (338–264–323) |         | [ 2 ]  |